# 막탁
막탁(이누크티투트어: ᒪᖅᑕᖅ, 이누피아크어: ᒪᒃᑕᒃ), 망탁(언어 오류(esu): mangtak, 언어 오류(ess): ман'так') 또는 잇길긴(축치어: итгилгын)은 얼린 고래지방과 껍데기이다. 이누이트인, 축치인, 유픽인 등 북극권의 여러 민족이 먹는 전통 음식이다. 보통 북극고래가 쓰이지만, 흰돌고래나 외뿔고래 등을 쓰기도 한다.

## 사진 갤러리

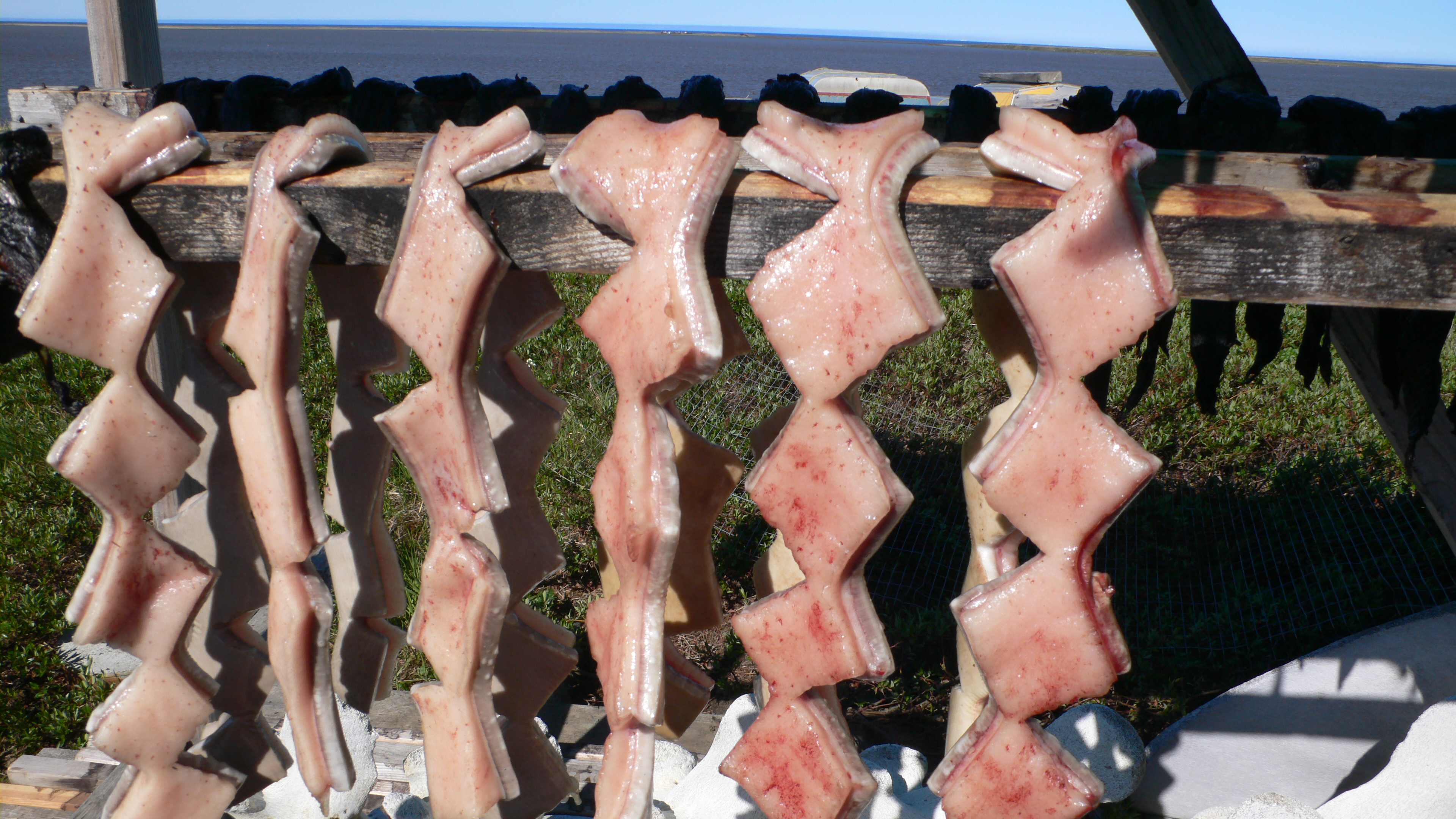
흰돌고래지방 말리기
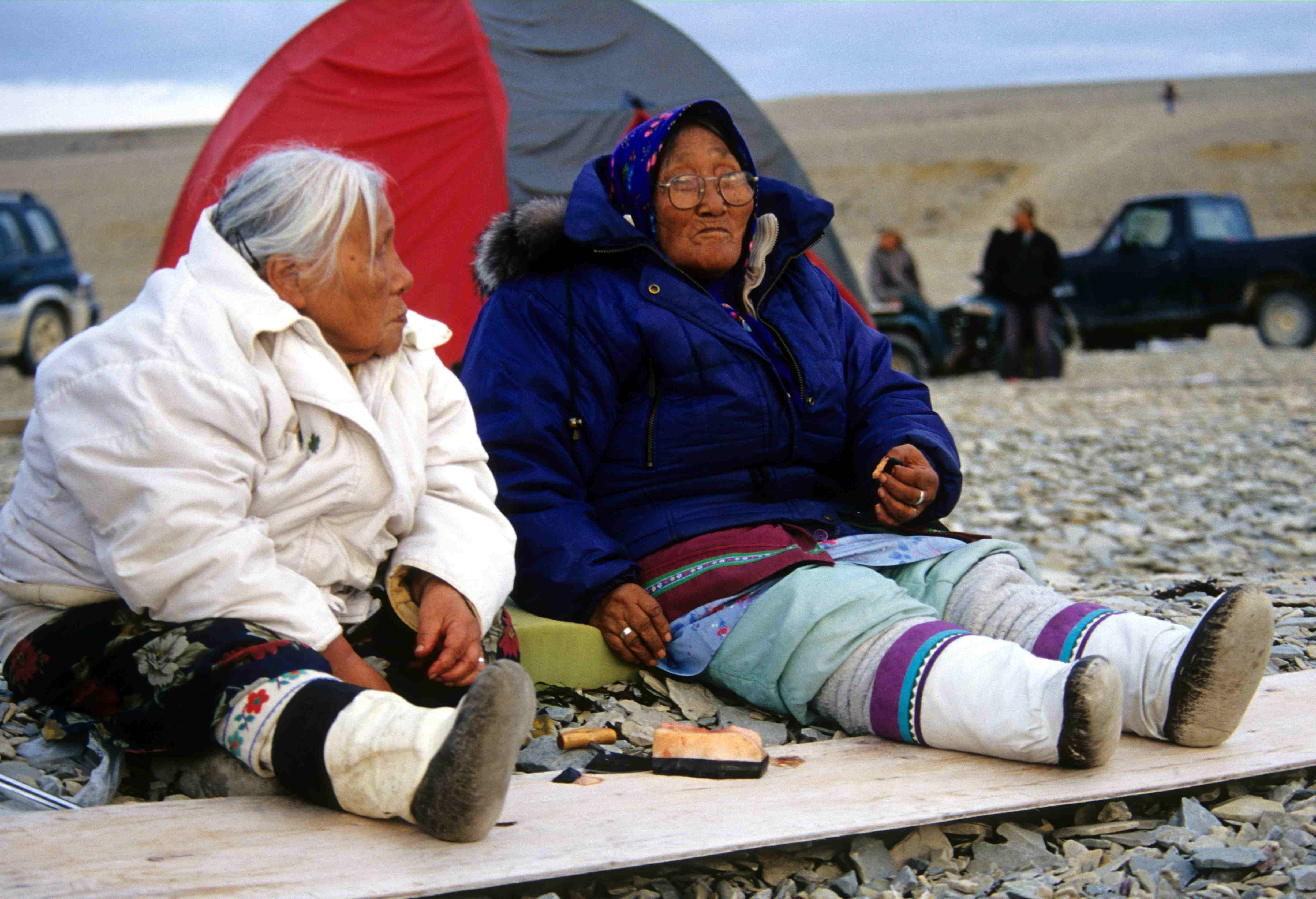
막탁을 먹는 이누이트 노인

## 같이 보기
- 고래고기